# Xã Berlin, Quận Wells, Bắc Dakota
Xã Berlin (tiếng Anh: Berlin Township) là một xã thuộc quận Wells, tiểu bang Bắc Dakota, Hoa Kỳ. Năm 2010, dân số của xã này là 28 người.